# Tjärnflöjttjärnarna (Alanäs socken, Jämtland, 713064-148772)
Tjärnflöjttjärnarna är en sjö i Strömsunds kommun i Jämtland och ingår i Ångermanälvens huvudavrinningsområde.